# Stanley Pavey
Richard Stanley Pavey, oft auch kurz Stan Pavey (* 23. Dezember 1913 in Bermondsey (London), Vereinigtes Königreich; † Mai 1984 in Surrey) war ein britischer Kameramann.

## Leben und Wirken
Pavey hatte sein Handwerk in den 1930er Jahren erlernt und anschließend, bis in die ersten Jahre des Zweiten Weltkriegs hinein, als Kameraassistent bzw. einfacher Kameramann gearbeitet. Regisseur Basil Dearden, der ihn zuletzt (1943) eingesetzt hatte, gab Pavey 1944 die Gelegenheit, erstmals als Chefkameramann zu arbeiten. In dieser Funktion konnte Pavey gleich zu Beginn seiner Laufbahn an zwei bedeutenden Filmen britischer Unterhaltungskunst mitarbeiten: so war er 1945 einer von mehreren Kameraleuten bei der episodenhaften Schauergeschichte Traum ohne Ende und belieferte den von Carol Reed im Herbst 1948 in Wien gedrehten Leinwandklassiker Der dritte Mann mit zusätzlichen Aufnahmen. 
Paveys spätere Kontributionen fielen dagegen sehr viel konventioneller aus: Er fotografierte Komödien, Krimis, einen Kriegsfilm sowie Dramen und Melodramen, zuletzt auch einen drittklassigen Science-Fiction-Horrorfilm mit dem reißerischen deutschen Titel Frankenstein 70 – Das Ungeheuer mit der Feuerklaue. Mit einem Kurzfilmkommentar zu Roman Polańskis Tanz der Vampire endete 1967 Paveys Karriere. Danach erhielt er keine Aufträge mehr.

## Filmografie
- 1944: They Came to a City
- 1944: Dreaming
- 1945: Traum ohne Ende (Dead of Night)
- 1945: Apotheker Sutton (Pink String and Sealing Wax)
- 1946: Here Comes the Sun
- 1947: Fame is the Spur
- 1948: Tochter der Finsternis (Daughter of Darkness)
- 1948: Die Stimme des Gewissens (The Small Voice)
- 1950: Das doppelte College (The Happiest Days of Your Life)
- 1951: Der galoppierende Major (The Galloping Major)
- 1952: Mother Riley Meets the Vampire
- 1952: Streng geheim (Top Secret)
- 1952: Schuß im Dunkel (Rough Shoot)
- 1953: Don‘t Blame the Stork
- 1954: Das Schloßgespenst (Happy Ever After)
- 1954: Die Schönen von St. Trinians (The Belles of St. Trinian‘s)
- 1955: Die letzte Frist (They Can‘t Hang Me)
- 1956: Der Mann, der sich selbst verlor (The Man in the Road)
- 1957: Hour of Decision
- 1957: Die nackte Wahrheit (The Naked Truth)
- 1958: Sally’s Irish Rogue
- 1959: Der Goliath von Galway (Home is the Hero)
- 1961: Mrs. Gibbon‘s Boys
- 1962: Die letzte Fahrt von U 123 (Mystery Submarine)
- 1963: Alibi des Todes (Girl in the Headlines)
- 1966: Frankenstein 70 – Das Ungeheuer mit der Feuerklaue (The Projected Man)
- 1967: The Fearless Vampire Killers: Vampires 101